# Châtenoy-en-Bresse
Châtenoy-en-Bresse – miejscowość i gmina we Francji, w regionie Burgundia-Franche-Comté, w departamencie Saona i Loara.
Według danych na rok 1990 gminę zamieszkiwało 686 osób, a gęstość zaludnienia wynosiła 103 osoby/km² (wśród 2044 gmin Burgundii Châtenoy-en-Bresse plasuje się na 346. miejscu pod względem liczby ludności, natomiast pod względem powierzchni na miejscu 1134.).